# Рябов, Александр Николаевич
Александр Николаевич Рябов (1888 — 10 февраля 1938) — советский государственный, партийный и профсоюзный деятель, ответственный секретарь Брянского губкома ВКП(б) в 1925-1928 годах.

## Биография
Родился в 1888 году в селе Боброво Коломенского уезда Московской губернии, русский, образование среднее.
Член РСДРП с 1906 года. 
Делегат 9-го съезда РКП(б) в 1920 году, был избран 12-й Петроградской общегородской конференцией. Делегат 12-го съезда партии в 1923 году (в то время — ответственный инструктор ЦК РКП(б)).
- 1925 — 10.1928 ответственный секретарь Брянского губернского комитета РКП(б)
- 12.1928 — 1930 ответственный секретарь Замоскворецкого районного комитета ВКП(б) (Москва)
- 1931—1934 председатель ЦК Союза рабочих промышленного и коммунально-жилищного строительства СССР.
- — 8.1937 председатель ЦК Союза строителей тяжёлой промышленности Центра и Юга.

Член ВЦИК XIII созыва (1927—1929). В 1927—1934 член Центральной Ревизионной Комиссии ВКП(б).
18.8.1937 арестован. Приговорен ВКВС СССР 8.02.1938 по обвинению в участии в контрреволюционной террористической организации. Расстрелян 10.02.1938. Место захоронения — Московская обл., Коммунарка.
Посмертно реабилитирован 4.07.1956.